# Zevio
Zevio es un municipio italiano de la provincia de Verona, en la región del Véneto. Tiene una población estimada, a fines de agosto de 2021, de 15.188 habitantes.
A orillas del río Adigio, se localiza a 90 km al oeste de Venecia y a 20 km al sureste de Verona.

## Demografía
| Gráfica de evolución demográfica de Zevio entre 1861 y 2021 |
|                                                             |
| Fuente: ISTAT - Elaboración gráfica de Wikipedia            |

El municipio de Zevio comprende las fracciones de: Bosco, Campagnola, Perzacco, Santa María y Volón.
Limita con los municipios de: Belfiore, Caldiero, Oppeano, Palù, Ronco all'Adige, San Giovanni Lupatoto y San Martino Buon Albergo.
Fue el lugar natal de Altichiero da Zevio, pintor de la segunda mitad del Trecento.